# As Aventuras de Gui & Estopa
As Aventuras de Gui & Estopa je brazilska Flash-animirana televizijska serija tvorca Mariana Kaltabiano za Cartoon Network 2009. Serija beleži avanture Gui, Estopa i njegovih prijatelja.

## Uloge
- Mariana Kaltabiano: Gui "Iguinho" / Krókete Spaniel / Dona Iguilda / Fifivelinha / Rókete Spaniel
- Eduardo Jardim: Estopa / Pitiburro
- Arli Kardoso: Ribaldo "Riba"

## Spoljašnje veze
- Zvanični veb-sajt
- As Aventuras de Gui & Estopa na sajtu  (jezik: engleski)